# 神圣的战争
《神圣的战争》，苏德战争时期的苏联歌曲，由诗人瓦西里·列别捷夫-库马奇作词、苏联红军歌舞团第一任团长亚历山大·瓦西里耶维奇·亚历山德罗夫作曲，被誉为“苏联卫国战争的音乐纪念碑”。
每当俄罗斯举办胜利日阅兵活动时，《神圣的战争》会作为俄羅斯國旗和勝利旗入场的音乐使用。在那時，全體受閱官兵會向旗幟行注目禮，閱兵指揮官及方陣正副司令員則會行軍禮。

## 歌词
俄文
中文歌词（六段版，钱仁康译配）：

主歌
起来，伟大的国家，做决死斗争！

要消灭法西斯恶势力，消灭万恶匪群！

敌我是两个极端，一切背道而驰；

我们要光明和自由，他们要黑暗统治！

全国人民轰轰烈烈，回击那刽子手，

回击暴虐的掠夺者和吃人的野兽！

不让邪恶的翅膀，飞进我们国境，

祖国宽广的田野，不让敌人蹂躏！

腐朽的法西斯妖孽，当心你们脑袋！

为人类不肖子孙准备好棺材！

贡献出一切力量，和全部精神，

保卫亲爱的祖国——伟大的联盟！
副歌
让最高贵的愤怒，像巨浪翻滚，

进行人民的战争——神圣的战争！

中文歌词（一、四、五段版，薛范译配）：

主歌
起来吧，泱泱大国！存亡在此一搏！

来痛击法西斯匪徒，铲除滔天罪恶！

绝不让污黑的翅膀，从我蓝天飞过！

我们的壮丽山河，岂容蹂躏残破！

警告你，法西斯狂魔，注定迟早覆没！

到最终清算的时刻，你们绝逃不脱！
副歌
满腔是正义的怒火，激荡万丈巨波！

全民众神圣的战争，挺身捍卫祖国！

## 《起来吧，我的人民》
乌克兰人塔拉斯·西连科于2018年底重新制作了该歌曲的乌克兰语版本《起来吧，我的人民》（Повстань, народе мій），并表示《神圣的战争》的配曲事实上抄袭了《起来吧，我的人民》，理由是《UPA回忆录》中提到《起来吧，我的人民》早在乌克兰人民共和国时期就在乌军中流唱，并写下了歌词。然而，UPA回忆录出版于1947年，难以证明乌克兰语版才是原版。该曲于俄乌战争中被用作乌克兰抵抗象征。

## 变体及演奏
- 2006年的中国电视剧《士兵突击》用此曲作为插曲。剧中连长高城在钢七连解散后，用此曲来遮掩他的哭声。
- 2008年的中国电视剧《潜伏》主题歌《深海》就是用神圣的战争的旋律填词的。
- 2015年衛國戰爭勝利七十周年閱兵